# 世界連邦日本国会委員会
世界連邦日本国会委員会（せかいれんぽうにほんこっかいいいんかい）とは、世界連邦政府実現のために活動する日本の国会議員ら約百名から成る団体。
世界連邦推進日本協議会を構成する６団体のうちの一つ。1949年12月20日に松岡駒吉衆議院議長を会長として発足した。現在も岸田文雄や菅義偉、菅直人や山口那津男、馬場伸幸、玉木雄一郎、福島瑞穂など現役の首相や首相経験者、また各政党の党首らを含む数多くの政治家が党派を超えて名を連ねる。また過去には吉田茂や鳩山由紀夫らが役員を務めた。

## 役員
| 氏名       | 衆/参  | 所属政党     | 役職など     |
| ---------- | ------ | ------------ | ------------ |
| 岸田文雄   | 衆議院 | 自民党       | 顧問         |
| 菅義偉     | 衆議院 | 自民党       | 顧問         |
| 山東昭子   | 参議院 | 自民党       | 顧問         |
| 山口那津男 | 参議院 | 公明党       | 顧問         |
| 菅直人     | 衆議院 | 立憲民主党   | 顧問         |
| 細田博之   | 衆議院 | 無所属       | 顧問         |
| 尾辻秀久   | 参議院 | 無所属       | 顧問         |
| 谷垣禎一   |        | 自民党       | 顧問         |
| 中野寛成   |        | 民進党       | 顧問         |
| 衛藤征士郎 | 衆議院 | 自民党       | 会長         |
| 額賀福志郎 | 衆議院 | 自民党       | 筆頭副会長   |
| 逢沢一郎   | 衆議院 | 自民党       | 副会長       |
| 下村博文   | 衆議院 | 自民党       | 副会長       |
| 武見敬三   | 参議院 | 自民党       | 副会長       |
| 福山哲郎   | 参議院 | 立憲民主党   | 副会長       |
| 佐藤茂樹   | 衆議院 | 公明党       | 副会長       |
| 馬場伸幸   | 衆議院 | 日本維新の会 | 副会長       |
| 鈴木宗男   | 参議院 | 日本維新の会 | 副会長       |
| 玉木雄一郎 | 衆議院 | 国民民主党   | 副会長       |
| 中川正春   | 衆議院 | 立憲民主党   | 事務総長     |
| 柴山昌彦   | 衆議院 | 自民党       | 事務総長代理 |
| 小熊慎司   | 衆議院 | 立憲民主党   | 副事務総長   |
| 笠井亮     | 衆議院 | 日本共産党   | 副事務総長   |
| 小田原潔   | 衆議院 | 自民党       | 常任理事     |
| 本田太郎   | 衆議院 | 自民党       | 常任理事     |
| 猪口邦子   | 参議院 | 自民党       | 常任理事     |
| 阿部知子   | 衆議院 | 立憲民主党   | 常任理事     |
| 森山浩行   | 衆議院 | 立憲民主党   | 常任理事     |
| 石川博崇   | 参議院 | 公明党       | 常任理事     |
| 浅川義治   | 衆議院 | 日本維新の会 | 常任理事     |
| 福島瑞穂   | 参議院 | 社民党       | 常任理事     |
| 井上信治   | 参議院 | 自民党       | 監事         |
| 逢坂誠二   | 衆議院 | 立憲民主党   | 監事         |